# Realp
Realp é uma comuna da Suíça, no Cantão Uri, com cerca de 168 habitantes. Estende-se por uma área de 77,97 km², de densidade populacional de 2 hab/km². Confina com as seguintes comunas: Airolo (TI), Bedretto (TI), Göschenen, Hospental, Oberwald (VS).
A língua oficial nesta comuna é o Alemão.